# David Canal Valero
David Canal Valero   (Barcelona, 7 de desembre de 1978) és un atleta català, ja retirat, especialitzat en la prova dels 400 metres llisos.
Durant la seva carrera esportiva va disputar els Jocs Olímpics d'Estiu de Sydney (2000) i Atenes (2004) i quatre Campionats del Món (1999, 2001, 2003, 2005). A l'aire lliure guanyà sis campionats d’Espanya dels 400 metres consecutius, de 1998 al 2003. En pista coberta guanyà set campionats d’Espanya dels 400 metres, de 1999 al 2005, així com dues medalles de plata al Campionat d’Europa, el 2000 i 2005.

## Resultats internacionals destacats
| Any  | Competició                 | Lloc                 | Resultat | Prova           |
| ---- | -------------------------- | -------------------- | -------- | --------------- |
| 1997 | Campionats d'Europa Junior | Ljubljana, Eslovènia | 1r       | 400 m           |
| 1998 | Campionat d'Europa         | Budapest, Hongria    | 7è       | 400 m           |
| 1998 | Campionat d'Europa         | Budapest, Hongria    | 3r       | 4x400 m relleus |
| 2000 | Campionat d'Europa Indoor  | Gant, Bèlgica        | 2n       | 400 m           |
| 2001 | Campionat del Món Indoor   | Lisboa, Portugal     | 4t       | 400 m           |
| 2002 | Campionat d'Europa Indoor  | Viena, Àustria       | 3r       | 4x400m relleus  |
| 2002 | Campionat d'Europa         | Múnic, Alemanya      | 2n       | 400 m           |
| 2002 | Copa del Món               | Madrid, Espanya      | 7è       | 400 m           |
| 2003 | Final mundial atlètica     | Montecarlo, Mònaco   | 5è       | 400 m           |
| 2005 | Campionat d'Europa Indoor  | Madrid, Espanya      | 2n       | 400 m           |

### Rècords personals
- 100 metres llisos - 10.53 s (2002)
- 200 metres llisos - 20.68 s (2004)[3]
- 400 metres llisos - 45.01 s (2003)[4]